# Парламентарна библиотека (Република Српска)
Парламентарна библиотека представља специјалну библиотеку у саставу Народне скупштине Републике Српске затвореног типа. Смјештена је у просторојама Народне скупштине у Бањој Луци, а представља значајн фактор у култури и образовању на овим просторима. Библиотека се налази на адреси: Трг јасеновачких жртава бр. 1, Бања Лука.
Парламентарна библиотека је по првобитном плану требало да функционише као Информационо одјељење Народне и универзитетске библиотеке Републике Српске у почетних десет мјесеци. Данас је то самостална библиотека, рађена по узору на парламентарне библиотеке у окружењу, која функционише у намјенски опремљеном простору, гдје је пресељена 1. новембра 2018. године.

## O библиотеци
Народна скупштина Републике Српске, до 2009. године није посједовао сопствену библиотеку, која је важна у раду сваког високог законодавног органа. Предсједник Народне скупштине Републике Српске Игор Радојичић и директор Народне и универзитетске библиотеке Републике Српске Ранко Рисојевић потписали су 19. марта 2009. у Бањој Луци Споразум о формирању Парламентарне библиотеке. Библиотека је званично почела са радом 12. децембра 2016. године, а тренутно је у бази података евидентиран већик број дјела књига из различитих области (право, међународни односи, политика, економија, историја, јавна управа, књижевност и других области). Радно вријеме библиотеке је од 8.00 до 16.00 часова.
Након неколико година рада у неадекватним просторијама, библиотека је усељена у нову просторију, намјенски опремљену за потребе библиотеке. Библиотека је овим чином враћена тамо гдје се некада и налазила, јер је у згради у којој се данас налази Парлмантарна библиотека, за вријеме СФР Југославије и постојања Дома ЈНА, била смјештена војна библиотека. Предсједник Народне скупштине Републике Српске Недељко Чубриловић и шеф Мисије ОЕБС-а у БиХ Брус Бертон отворили су парламентарну библиотеку у новим просторијама 1. новембра 2018. године.

## Фонд библиотеке
Фонд библиотеке обухвата око три хиљаде књига и значајан број друге библиотечко-информационе грађе, од чега је један дио библиотечког фонда преузет из војне библиотеке која се раније налазила у просторијама у којима је данас сједиште Народне скупштине, један дио књига је донација међународне организације ОЕБС-а, Народне и универзитетске библиотеке Републике Српске, Филозофског факултета у Бањој Луци, Архива Војводине, као и неколико појединаца. Фонд Парламентарне библиотеке је формиран од фонда библиотеке бившег Дома ВРС, која је 1992. године наслиједила књижни фонд Војне библиотеке Дома ЈНА. Најстарији дио фонда су књиге које су припадале Југословенској народној армији.

## Корисници библиотеке
Према Правилнику о раду Парламентарне библиотеке Народне скупштине Републике Српске, корисници библиотеке могу бити посланици, запослени у служби, а такође, услуге могу користити и спољни корисници. Спољни корисник библиотеке може бити лице које се бави научно-истраживачким радом или студент стажиста у Народној скупштини, као и други корисници.